# Higher (album)
Higher is het eerste studioalbum van Alice on the Roof. Het werd op 22 januari 2016 uitgebracht.

## Achtergrond
Alice Dutoit brak in 2014 in Franstalig België door in de talentenjacht The Voice Belgique. Na haar deelname werkte ze met Marc Pinilla en Christian "Dada" Ravalison van de band Suarez samen aan de eerste nummers van haar debuutalbum Higher, dat geproduceerd werd door de Britse muziekproducent Tim Bran. Het album werd op 22 januari 2016 onder de artiestennaam Alice on the Roof uitgebracht. Enkele maanden later mocht ze een gouden plaat in ontvangst nemen.
Alice, die omwille van een uitwisselingsproject een jaar in het Amerikaanse Oregon studeerde, zingt in het Engels. Haar artiestennaam "On the Roof" is de letterlijke Engelse vertaling van haar familienaam, Dutoit, wat in het Nederlands zoveel betekent als "op/van het dak".

## Tracklist
| Nr. | Titel                 | Schrijver(s)                                                           | Producent(en) | Duur |
| --- | --------------------- | ---------------------------------------------------------------------- | ------------- | ---- |
| 1.  | "Let Me Down"         | Alice Dutoit · Christian "Dada" Ravalison · Marc Pinilla · Joe Hammill | Tim Bran      | 3:58 |
| 2.  | "Feel Tonight"        | Alice Dutoit · Christian "Dada" Ravalison · Marc Pinilla · Joe Hammill | Tim Bran      | 3:10 |
| 3.  | "Easy Come Easy Go"   | Alice Dutoit · Christian "Dada" Ravalison · Marc Pinilla · Joe Hammill | Tim Bran      | 3:34 |
| 4.  | "Like A Dying Rose"   | Alice Dutoit · Christian "Dada" Ravalison · Marc Pinilla · Joe Hammill | Tim Bran      | 3:35 |
| 5.  | "Mystery Light"       | Alice Dutoit · Christian "Dada" Ravalison · Marc Pinilla · Joe Hammill | Tim Bran      | 3:09 |
| 6.  | "On The Roof"         | Alice Dutoit · Christian "Dada" Ravalison · Marc Pinilla · Joe Hammill | Tim Bran      | 3:53 |
| 7.  | "Monopoly Loser"      | Alice Dutoit · Christian "Dada" Ravalison · Marc Pinilla · Joe Hammill | Tim Bran      | 3:06 |
| 8.  | "Lucky You"           | Alice Dutoit · Christian "Dada" Ravalison · Marc Pinilla · Joe Hammill | Tim Bran      | 3:04 |
| 9.  | "Sound Of Drums"      | Alice Dutoit · Christian "Dada" Ravalison · Marc Pinilla · Joe Hammill | Tim Bran      | 3:11 |
| 10. | "Race In The Shadows" | Alice Dutoit · Christian "Dada" Ravalison · Marc Pinilla · Joe Hammill | Tim Bran      | 3:27 |
| 11. | "Walk The Line"       | Alice Dutoit · Christian "Dada" Ravalison · Marc Pinilla · Joe Hammill | Tim Bran      | 3:42 |

## Hitnoteringen
| Album met hitnotering(en) in de Vlaamse Ultratop 200 albums | Datum van verschijnen | Datum van binnenkomst | Hoogste positie | Aantal weken | Opmerkingen |
| ----------------------------------------------------------- | --------------------- | --------------------- | --------------- | ------------ | ----------- |
| Higher                                                      | 22-01-2016            | 30-01-2016            | 17(1wk)         | 14           | Goud        |